# Neuberesinchen
Neuberesinchen ist ein Stadtteil der kreisfreien Stadt Frankfurt (Oder) südöstlich von Berlin in Brandenburg.

## Geografische Lage
Neuberesinchen liegt südlich der Frankfurter Innenstadt und grenzt dabei direkt an Altberesinchen, mit dem es zusammen den Stadtteil Beresinchen bildet. Westlich befindet sich der Stadtteil Süd. Im Süden schließen sich die zu Frankfurt (Oder) gehörenden Dörfer Güldendorf und Lossow an. Östlich liegt die Gubener Vorstadt.
Stadtzentrum und Bahnhof sind zu Fuß erreichbar. Über die Straße sind das Stadtzentrum und die Autobahn angebunden. Eine durch das gesamte Wohngebiet verlaufende Straßenbahntrasse, bietet eine Verbindung zur Innenstadt.

## Geschichte
Das Gebiet des heutigen Neuberesinchen (im Volksmund „Neu-Brasilien“) erstreckt sich vor allem über die einstige Fläche des südwestlich der ummauerten Stadt gelegenen Teiles des Stadtfeldes mit zahlreichen Weinbergen. Dieses nahe der Stadt gelegene, düngbare Land wurde von den Ackerbau betreibenden Einwohnern jährlich bestellt. Die Weinberge mit Winzerhäusern und Weinpressen gehörten Frankfurter Patrizierfamilien.
In der Zeit des Dreißigjährigen Krieges blieben viele Felder und Berge wüst und dienten als Aufmarschgebiet für die die Stadt belagernden Truppen. Von der Belagerung durch die schwedischen Truppen im Jahr 1631 erhielt sich der Name „Schwedenschanze“. Immer mehr Weinberge wurden in Obst- und Ackerberge umgewandelt. Nach 1775 veränderte sich das Bild dieses Gebietes. Während die Berge weiter im Besitz der Stadt und verschiedener Bürgern blieben, wurde das gesamte Ackerland infolge der „Separation“ neu aufgeteilt. War zuvor der Besitz des Einzelnen in den verschiedenen Feldern des Stadt- und Hufenfeldes zersplittert, erhielt nun jeder seinen gesamten Acker an einer Stelle, konnte ihn einzäunen und diesen ohne Rücksicht auf seine Nachbarn bewirtschaften. Mit der Separation verschwanden die zahlreichen über das Ackerland führenden Pfade zu den Nachbardörfern.
Mitte der 1920er Jahre wurden die großen Flächen weiter parzelliert und es entstanden immer mehr Einfamilienhäuser. Neue Straßenzüge entstanden (Gustav-Adolf-Straße, Hans-Sachs-Straße). Zwischen der Heinrich-Hildebrand-Straße (teilweise umbenannt in Trowitzsch-Straße/Gutenbergstraße) und Schwedenschanze (nach 1945 „Freiheit“) entstand die Trowitzsch-Werkssiedlung. Von 1977 bis in die 1990er Jahre wurden in Neuberesinchen gut 8000 Wohnungen für ursprünglich 23.000 Einwohner errichtet. Sozialpolitischer Ansatz war es, die Wohnungsknappheit in Frankfurt (Oder) zu beseitigen und gleichzeitig Wohnraum zur Ansiedlung neuer Arbeitskräfte für die expandierende Frankfurter Industrie (Mikroelektronik) zu schaffen. Das Wohngebiet wurde mit Erholungs- und Freizeitangeboten ausgestattet, während die Arbeitsstätten, u. a. im südlich angrenzenden, geplanten Gewerbegebiet, durch die Straßenbahn und die vorhandene Straßenanbindung schnell erreichbar sein sollten.

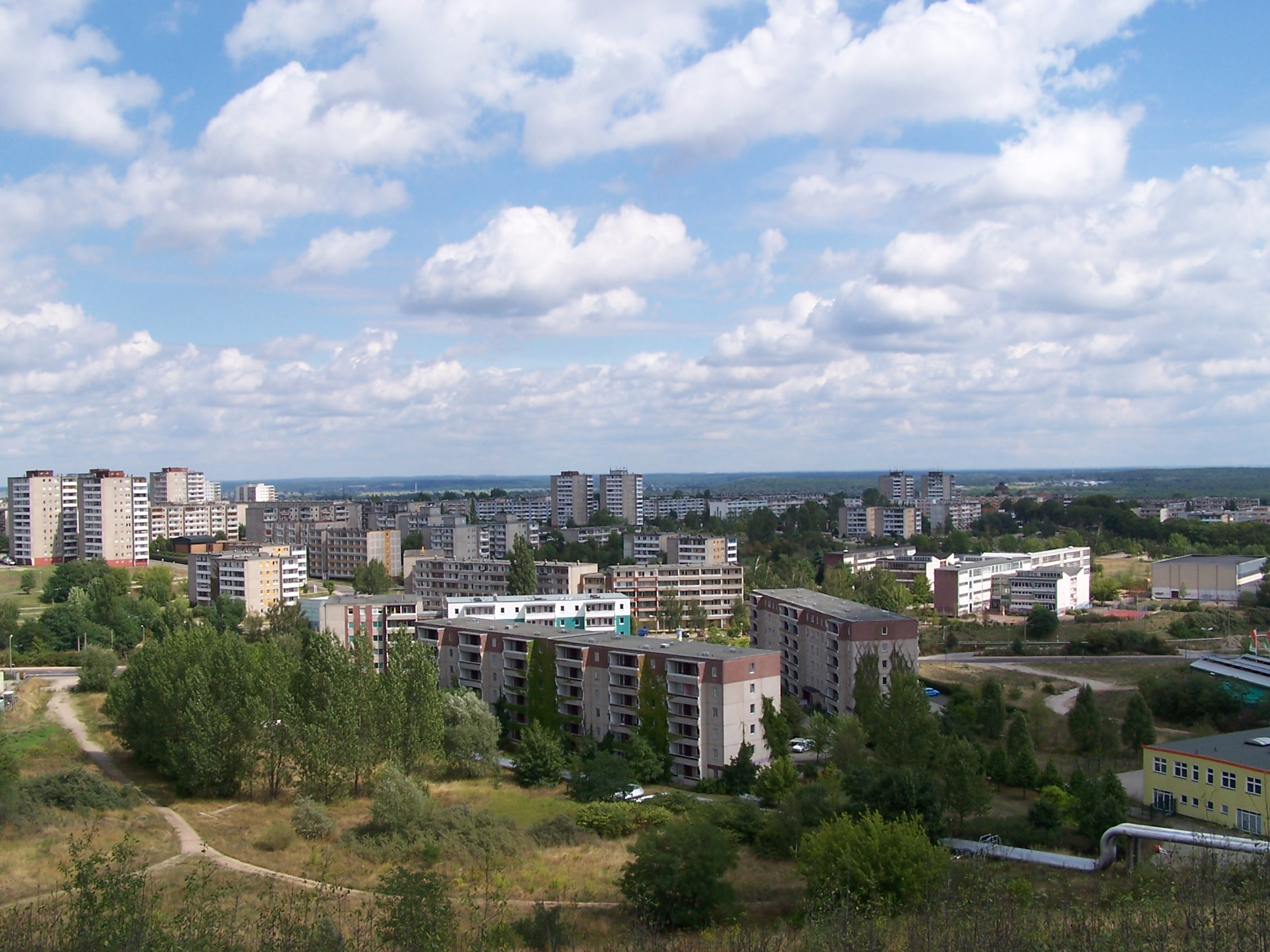
Blick über Neuberesinchen im Jahr 2006. Ein Großteil der Plattenbauten ist heute verschwunden

Nach der deutschen Wiedervereinigung zogen viele Bewohner aufgrund von Stilllegungen und Deindustrialisierung von Firmen und Fabriken der ehemaligen DDR aus Neuberesinchen aus, sodass daraufhin insgesamt ca. 6.500 Wohnungen abgerissen wurden und der einst reich an Plattenbauten versehene Stadtteil seitdem bis auf einige Restbestände in den Randgegenden fast komplett brach liegt. Dies war eine der größten Wohnungsabriss-Maßnahmen in einer Stadt der ehemaligen DDR. Um die Leerstandsquote nicht über zehn Prozent steigen zu lassen, plante die Stadt Frankfurt (Oder), bis zum Jahr 2025 weitere Wohnungen in Neuberesinchen abzureißen, davon alleine 841 im Zeitraum 2014–2017. Da sich aber ab Mitte der 2010er Jahre die Bevölkerungszahl im Stadtumbaugebiet Neuberesinchen stabilisierte, wurde das Leitbild vom „Wohnen am grünen Stadtrand“ forciert, weiterer Rückbau auf den Wohnkomplex IV begrenzt, um andererseits den Stadtteil durch bedarfsgerechte Wohnbebauung und Ausbildung einer Stadtkante entlang der Birkenallee aufzuwerten.

### Bevölkerungsentwicklung
| Jahr          | 1989   | 2001   | 2006  | 2013  | 2014  | 2015  |
| Einwohnerzahl | 21.547 | 13.145 | 9080  | 6323  | 6019  | 5708  |
| Quelle        | [ 6 ]  | [ 6 ]  | [ 6 ] | [ 7 ] | [ 1 ] | [ 1 ] |

## Verkehr

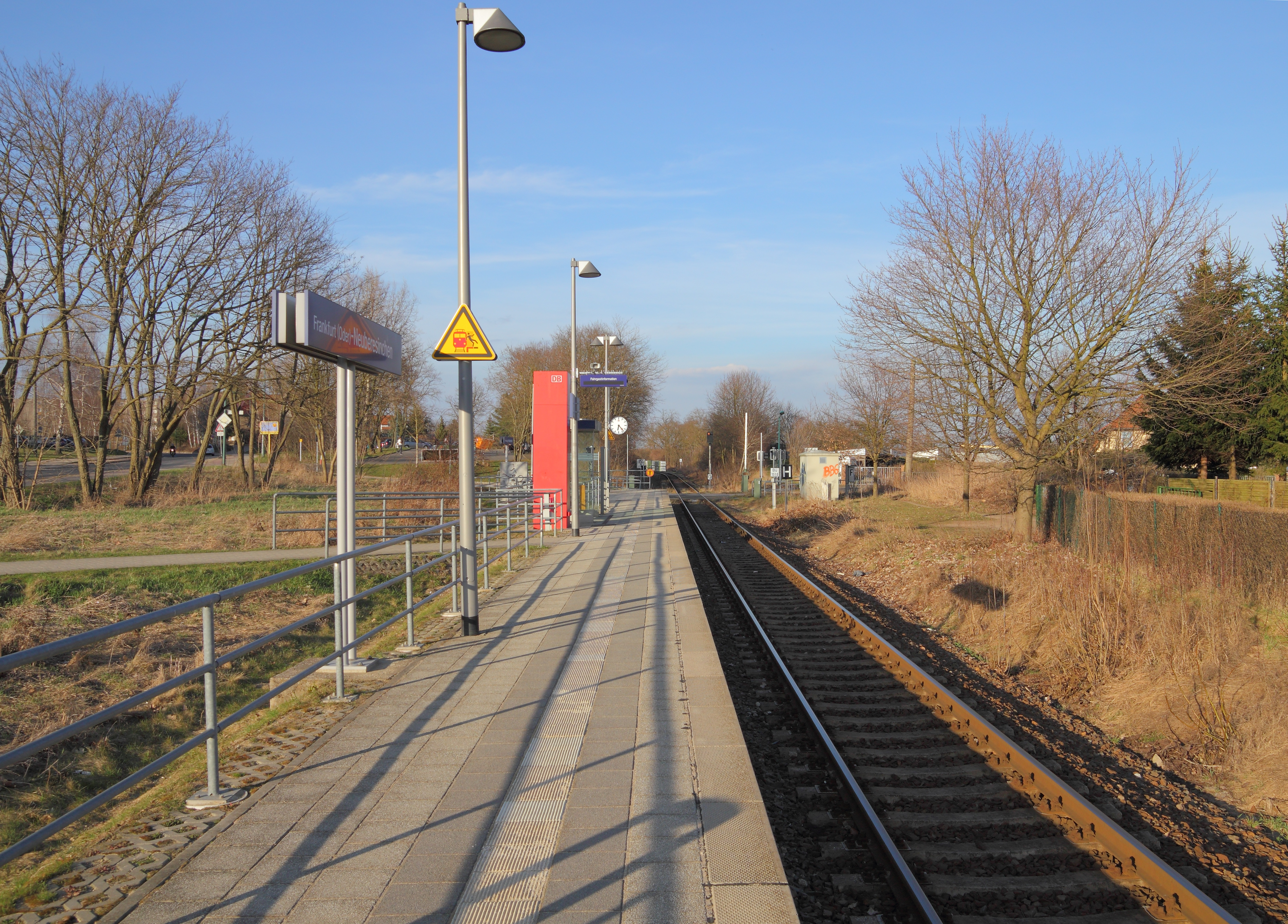
Bahn-Haltepunkt Frankfurt (Oder)-Neuberesinchen

Durch Neuberesinchen führt die vierspurig durch die ganze Stadt verlaufende B112, welche ab der Leipziger Straße „Heinrich-Hildebrand-Str.“ und zwischen dem Hauptfriedhof und Neuberesinchen „Am Goltzhorn“ genannt wird. Weiterhin sind die Birkenallee, der Mühlenweg und die Johann-Eichorn-Str. als wichtige Erschließungsstraßen zu nennen. An das städtische Nahverkehrsnetz der Straßenbahnen und Busse ist Neuberesinchen gut angebunden. Es verkehren die Straßenbahnlinien 1 zum Stadion und an Wochentagen außerdem die 5 in Richtung Messegelände. Sie bilden von Montag bis Freitag in der Hauptverkehrszeit einen 10-Minuten-Takt zwischen Neuberesinchen und der Innenstadt. Die Buslinie 986 bedient in den Sommermonaten die Haltestelle Neuberesinchen und verbindet hierdurch den Bahnhof mit dem Naherholungsgebiet am Helenesee. Die Buslinie 987 verkehrt von Montag bis Samstag zwischen Neuberesinchen und diversen Einkaufszentren am Südring, Messering, in der Josef-Gesing-Str. über Hansa-Nord zum Spitzkrug-Multi-Center. Weiterhin bedient die innerstädtische Nachtlinie N2 nahezu alle Haltestellen in Neuberesinchen. Außerdem befindet sich in der Böttnerstraße der Straßenbahn- und Busbetriebshof der Stadtverkehrsgesellschaft Frankfurt (Oder) sowie ein Haltepunkt namens Frankfurt (Oder)-Neuberesinchen an der eingleisigen Strecke nach Grunow-Königs Wusterhausen (Regionalbahn-Linie 36).